# Las Labores (ort i Spanien)
Las Labores är en ort i Spanien.   Den ligger i provinsen Provincia de Ciudad Real och regionen Kastilien-La Mancha, i den centrala delen av landet, 130 km söder om huvudstaden Madrid. Las Labores ligger 650 meter över havet och antalet invånare är 680.
Terrängen runt Las Labores är platt åt sydost, men åt nordväst är den kuperad. Runt Las Labores är det ganska glesbefolkat, med 42 invånare per kvadratkilometer. Närmaste större samhälle är Villarrubia de los Ojos, 9,7 km sydväst om Las Labores. Trakten runt Las Labores består till största delen av jordbruksmark.